# اوله کرامارنکو (بازیکن فوتبال، زاده ۱۹۵۶)
اوله کرامارنکو (اوکراینی: Олег Іванович Крамаренко؛ زادهٔ ۶ ژانویهٔ ۱۹۵۶) بازیکن فوتبال اهل اوکراین است.
از باشگاه‌هایی که در آن بازی کرده‌است می‌توان به باشگاه فوتبال دینامو مسکو، باشگاه فوتبال دنیپرو، و باشگاه فوتبال متالیست خارکوف اشاره کرد.